# Doleib Hill
Doleib Hill est une localité du Nord-Est du Soudan du Sud située à 16 kilomètres au Sud de Malakal dans l'État du Nil Supérieur sur la rive septentrionale de la rivière Sobat. Cette mission protestante été fondée au début du XXe siècle par l'American Inland Mission afin d'évangéliser la population Shilluk et plus largement toutes les ethnies de l'ancienne province soudanaise du Nil Supérieur. 

## Fondation
Doleib Hill est fondée à l'époque du condominium anglo-égyptien sur le Soudan dans la première partie du XXe siècle. Cette mission de l'Église presbytérienne s'est développée en un important centre d'évangélisation et d'enseignement religieux auprès des Shilluk, la population de cette région. Le révérend J. Alfred Heasty a vécu à Doleib Hill à partir de 1921. Devenu un expert de la langue Shilluk, il a entrepris de rédiger l'un des premiers dictionnaire Shilluk/Anglais. 

## Guerres civiles
Durant la Première Guerre civile soudanaise (1955-1972), l'école chrétienne est fermée de force par les forces gouvernementales soudanaise ; les élites occidentalisée et christianisée ayant été prises pour cible et traitées comme des rebelles. En juillet 1965, le directeur de l'école des filles à Doleib Hill est torturé puis tué. L'école est rouverte après les accords de paix d'Addis-Abeba de 1972. L'école est de nouveau fermée après le déclenchement de la Deuxième Guerre civile soudanaise (1983-2005). Les bâtiments scolaires sont occupés par une garnison du gouvernement soudanais en 1983. À la fin de 1986 et au début de 1987, les forces rebelles de l'Anyanya-2 attaquent à plusieurs reprises des villages Shilluk situés près de Doleib Hill et de Taufikia (environ 600 civils ont été tués). En 1991, la milice Lou Nuer de l'Anyanya-2 est basée près de Doleib Hill sous le commandement de Yohannes Yual ; cette dernière est ensuite placée sous les ordres de quand Riek Machar après une avancée de Armée populaire de libération du Soudan (APLS-Nasir).
Depuis 2011, Doleib Hill dépend de la république du Soudan du Sud.